# 沙赫黎亚·沙非克
沙赫黎亚·沙非克王子（波斯語：‎，羅馬化：Shahriar Shafiq，1945年3月15日—1979年12月7日），是伊朗王穆罕默德·礼萨·巴列维的外甥。他的母親是國王的雙胞胎妹妹阿什拉芙公主。
在1967年，他與馬利安·俄格巴爾結婚，他們有兩個兒子：王子納德·沙非克（生於1968年3月15日）及王子達拉·沙非克（生於1970年）。
沙赫黎亚·沙非克曾是伊朗海軍上尉，他是巴列維王朝少數選擇投身軍旅的人之一。1979年伊斯蘭革命勝利後，他是唯一留在伊朗抵抗新伊朗革命政府的王室成員，但他最終被迫乘小船經波斯灣逃抵科威特。之後，沙赫黎亚·沙非克流亡海外，並與他家人到法國巴黎，創立抵抗伊朗革命運動的組織。但在1979年12月7日，沙赫黎亚·沙非克在巴黎被伊斯蘭共和國特工暗殺。

## 外部連結
- In 王子沙赫黎亚·沙非克紀念網站 （页面存档备份，存于）
- 王子沙赫黎亚·沙非克紀念網站與照片)
- 王子沙赫黎亚·沙非克介紹 (波斯語)